# Opernhaus Zürich

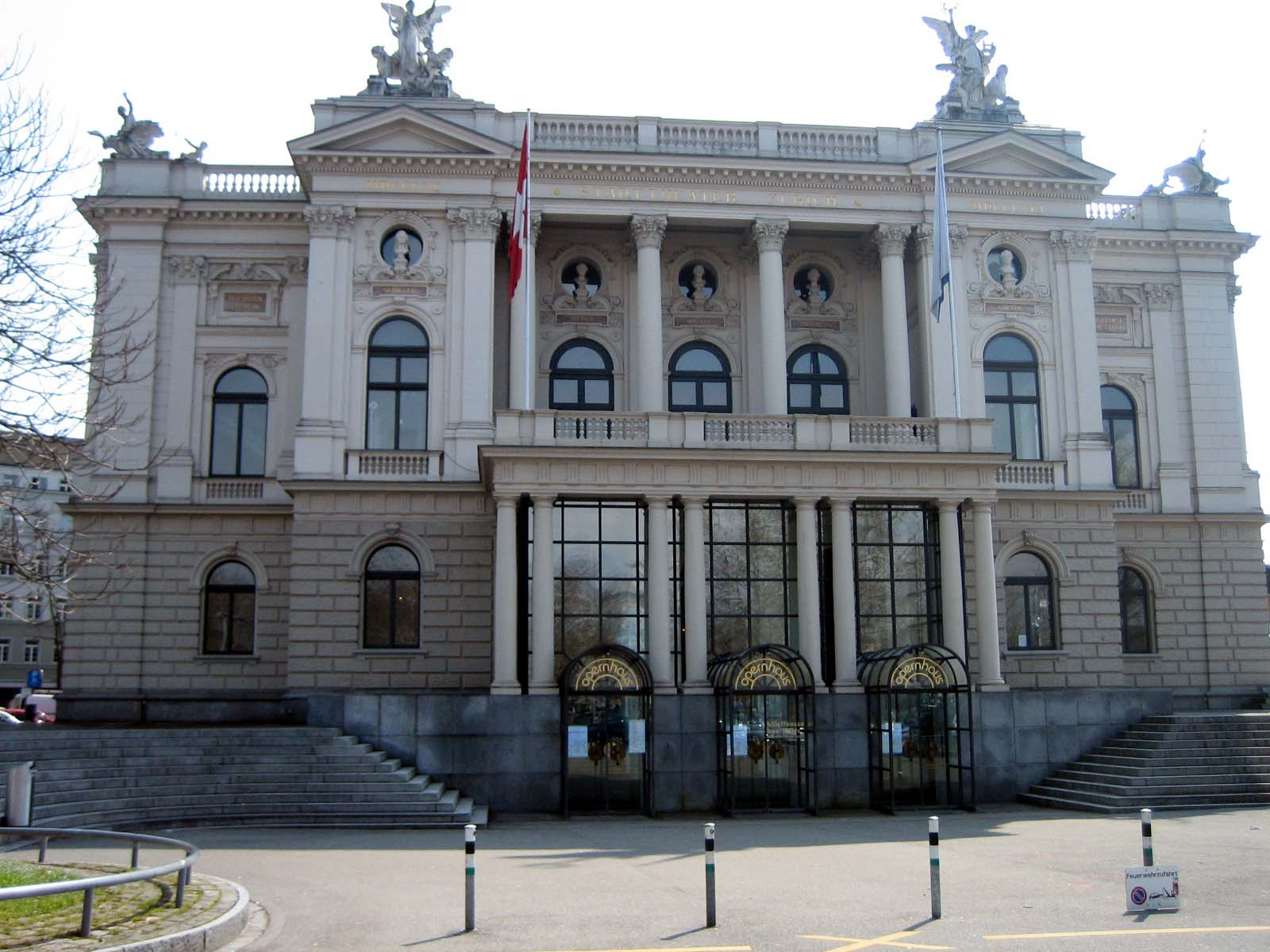
Operahuset i Zürich

Opernhaus Zürich är ett operahus, och ligger i närheten av Bellevue i Zürich i Schweiz. Det öppnades 30 september 1891 och kallades fram till 1964 Stadttheater. Operan har plats för 1 100 åskådare.